# Гармоническая функция
Гармони́ческая фу́нкция — вещественная функция {\displaystyle U}, определенная и дважды непрерывно дифференцируемая на евклидовом пространстве {\displaystyle D} (или его открытом подмножестве), удовлетворяющая уравнению Лапласа:
{\displaystyle \Delta U=0,\ }
где {\displaystyle \Delta =\sum _{i=1}^{n}{\frac {\partial ^{2}}{\partial x_{i}^{2}}}} — оператор Лапласа, то есть сумма вторых производных по всем прямоугольным декартовым координатам xi (n = dim D — размерность пространства).
Например, гармонической функцией является электростатический потенциал в точках, где отсутствует заряд.

## Свойства

### Принцип максимума
Функция U, гармоническая в области {\displaystyle D}, достигает своего максимума и минимума только на границе {\displaystyle \partial D}. Таким образом, гармоническая функция не может иметь во внутренней точке области локального экстремума, за исключением тривиального случая постоянной в {\displaystyle D} функции.
Однако функция может быть неопределена на границе, поэтому правильнее сказать {\displaystyle \forall m\in D\inf _{Q\in D}U(Q)<U(m)<\sup _{Q\in D}U(Q)}

### Теорема Лиувилля
Гармоническая функция, определённая на {\displaystyle \mathbb {R} ^{n}} и ограниченная сверху или снизу, постоянна.

### Свойство среднего
Если функция {\displaystyle u} гармонична в некотором шаре {\displaystyle B(x_{0})} с центром в точке {\displaystyle x_{0}}, то её значение в точке {\displaystyle x_{0}} равно её среднему значению по границе этого шара или по шару:
{\displaystyle u(x_{0})={\frac {1}{\mu (\partial B)}}\int \limits _{\partial B}udS={\frac {1}{\mu (B)}}\int \limits _{B}udV}
где {\displaystyle \mu (B)} — объём шара {\displaystyle B(x_{0})} и  {\displaystyle \mu (\partial B)} — площадь его границы.
Обратно, любая непрерывная функция, обладающая свойством среднего для всех шаров, лежащих в некоторой области, является в этой области гармонической.

### Дифференцируемость
Функция, гармоническая в области, бесконечно дифференцируема в ней.

### Неравенство Гарнака
Если функция {\displaystyle U(M)=U(x_{1},...x_{k})}, гармоническая в к-мерном шаре {\displaystyle Q_{r}} радиуса {\displaystyle R} с центром в некоторой точке {\displaystyle M_{0}}, неотрицательна в этом шаре, то для её значений в точках {\displaystyle M} внутри рассматриваемого шара справедливы неравенства: {\displaystyle {{R^{k-2}}{\frac {R-r}{(R+r)^{k-1}}}U(M_{0})}\leq {U(M)}\leq {R^{k-2}{\frac {R+r}{(R-r)^{k-1}}}U(M_{0})}}, где {\displaystyle r=\rho (M_{0},M)<R}.

### Теорема Гарнака
Пусть {\displaystyle v_{n}(z)} — положительные гармонические функции в некоторой области {\displaystyle D}. Если ряд {\displaystyle \sum _{1}^{\infty }v_{n}(z)} сходится хотя бы в одной точке области {\displaystyle D}, то он равномерно сходится внутри {\displaystyle D}.

## Гармонические функции на комплексной плоскости
На комплексной плоскости гармонические функции {\displaystyle h:\mathbb {C} \to \mathbb {R} } тесно связаны с голоморфными функциями. В частности выполняется следующее утверждение : для произвольной области {\displaystyle D} в {\displaystyle \mathbb {C} } если {\displaystyle f} это голоморфная функция на {\displaystyle D}, то {\displaystyle h=\operatorname {Re} (f)} является гармонической функцией над {\displaystyle D}. 
Выполняется также и обратное утверждение. Если {\displaystyle h} является гармонической функцией над односвязной областью {\displaystyle D}, то {\displaystyle h=\operatorname {Re} (f)} для уникальной, с точностью до константы, голоморфной над {\displaystyle D} функции {\displaystyle f}.